# Удмуртские Ключи
 Удмуртские Ключи  — деревня в Глазовском районе Удмуртии в составе сельского поселения Гулёковское.

## География
Находится на расстоянии примерно 14 км на юго-запад по прямой от центра района города Глазов.

## История
Известна с 1800 году как деревня Ключевская". В 1873 году упоминается как починок Ключевский (Кечево), где дворов 38 и жителей 339, в 1905 (деревня Ключевская или Кечево, Кечпигурт) 71 и 670, в 1924 (Ключи или Кечево) 90 и 658 (удмурты около 90 %). Название Удмуртские Ключи с 1955 года. В советское время работал колхоз «Коммунар», ныне СПК «Коммунар».

## Население
Постоянное население составляло 408 человек (удмурты 75 %) в 2002 году, 459 в 2012.